# 橋上秀樹
橋上 秀樹（はしがみ ひでき、1965年11月4日 - ）は、千葉県船橋市出身の元プロ野球選手（外野手・捕手、右投右打）、プロ野球コーチ、YouTuber。

## 経歴

### 現役時代
安田学園高校から1983年のドラフト3位でヤクルトスワローズに捕手として入団。後に外野手へ転向し、主に守備固めや代打のほか、左投手の時にはスタメンや代打で登場することが多かった。
1992年には自己最多の107試合に出場し、西武との日本シリーズでも8打数5安打1本塁打とジョニー・パリデスと共にラッキーボーイ的存在になり活躍した。
1993年以降も主に控えではあったが、右の代打として活躍。
1996年オフに金銭トレードで日本ハムファイターズへ移籍。
1998年は小笠原道大と共に左右の代打の切り札として活躍。
1999年は不振に終わり、同年オフに戦力外通告を受ける。ヤクルト時代の恩師で、前年のシーズンオフに監督に就任していた野村克也に請われる形で、10月22日に阪神タイガースへ移籍。
2000年は一軍へ上がれず、9月23日に戦力外通告を受け、現役を引退。

### 引退後

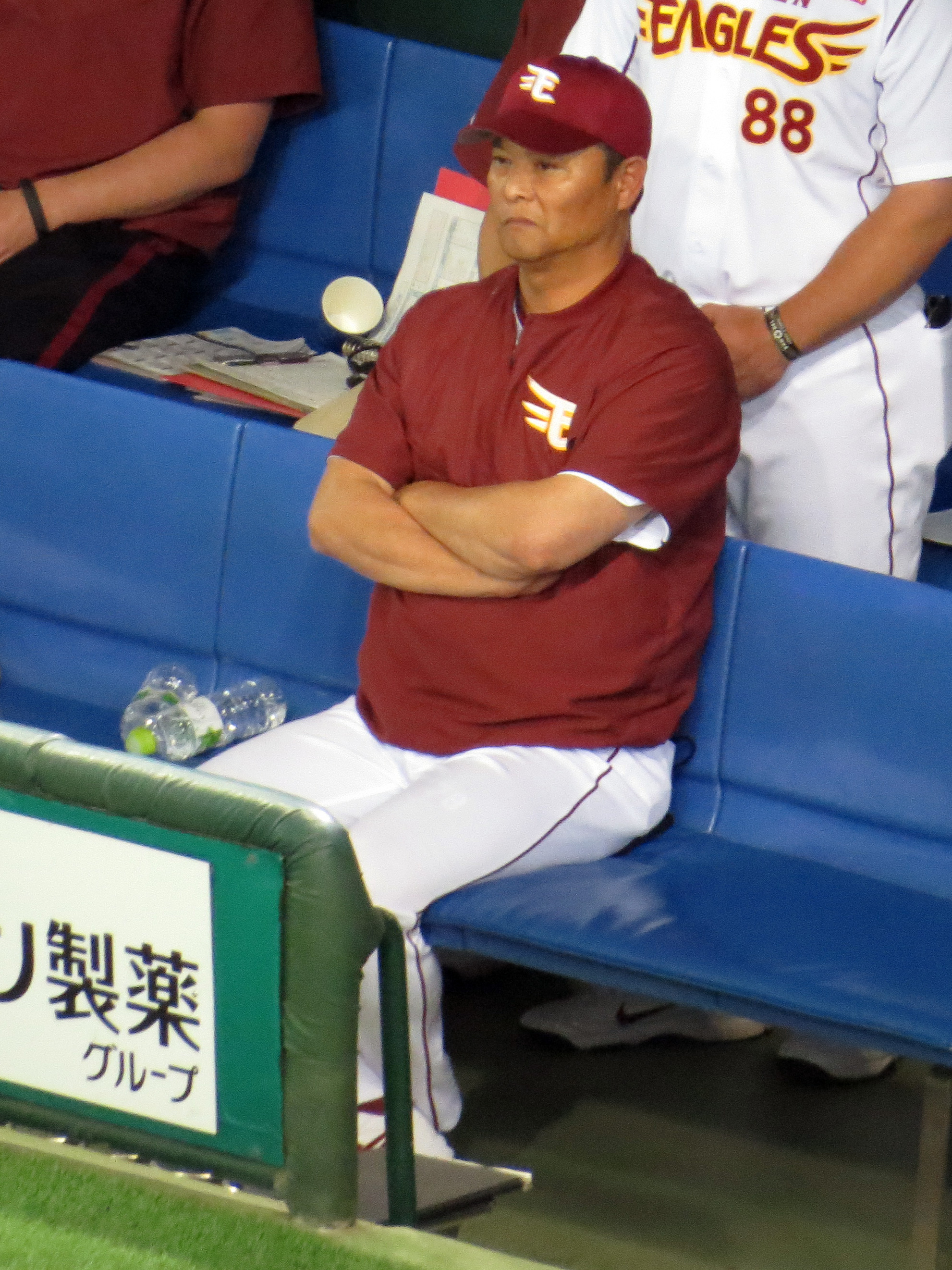
楽天一軍ヘッドコーチ時代
（2015年 東京ドーム）

引退後は現役時代から副業で営んでいたゴルフショップ「ゴルファーズマート甲子園」の経営に勤しみつつ、東京ドームの日本ハム戦中継の解説者も務めていた。
2005年には、既に入団していた松井優典に請われる形で、二軍外野守備・走塁コーチに就任。新規参入した東北楽天ゴールデンイーグルスが野村の監督招聘を計画していたため、野村の野球理論を理解しているコーチを招聘していたものであった。シーズン途中から一軍外野守備・走塁コーチ。
2007年からは野村の下でヘッドコーチに昇格。
2009年シーズンには、野村の退任と同時に楽天を解雇。野村は著書の中で打者分析や相手投手のクセの把握、戦術選択など意見交換できたし、よく支えてくれたと記している。
楽天ヘッドコーチ退任後は日刊ゲンダイで「ヘッドコーチだけが知っている野村楽天の真実」というコラムを連載し、評論家として活動。
2010年にはスカイ・エー解説者を務めた。2010年10月27日に、ベースボール・チャレンジ・リーグの新潟アルビレックス・ベースボール・クラブ監督に就任。
2011年にはチーム史上初となるリーグチャンピオンシップに導いたが、同年限りで退団。
同年11月1日、読売ジャイアンツ一軍戦略コーチに就任。清武英利ゼネラルマネージャーの肝煎りで設立された戦略室の中心となる。2012年は、狙い球を絞っての見逃し三振を容認することで四球を増やし、チームの出塁率を改善させた。日本ハムとの日本シリーズではコーチ登録を外れ、代わりに川相昌弘二軍監督がコーチ登録されてベンチに入った。
11月5日には野球日本代表の戦略コーチを務めることが発表された。11月13日に、背番号が「75」となったことが発表された。
2014年より一軍打撃コーチに転任して3連覇に貢献したが、同年のCSファイナルステージ敗退後の10月19日に球団へ退団を申し入れ了承された。
10月29日、楽天の一軍ヘッドコーチに復帰することが発表された。貧打解消のための参謀役として期待されたが、2015年、前年のチーム打率.255、549得点がチーム打率.241、463得点、440打点と全て12球団リーグ最下位に低迷し、順位も最下位に低迷し、シーズン最終戦終了後、翌10月7日に退団。
2015年10月13日に2016年から西武の一軍作戦コーチに就任することが発表された。同年は打順や作戦面を担当、8月に入り「チマチマ１点取っても投手が持ちこたえられない」とバントや小技などの作戦を度外視し、打ちまくる方針に転換すると、勝ち始めるという、皮肉な結果になった。
2017年からは、一軍野手総合コーチに就任することになった。
2018年は、一軍作戦コーチに肩書が変わる。2018年CSファイナルステージ敗退後の10月21日に退団が発表された。
2018年10月30日、2019年シーズンから東京ヤクルトスワローズの二軍チーフコーチに就任することが発表された。1996年以来23年ぶりの古巣復帰となる。2019年9月29日に退団が発表された。11月30日、以前監督を務めた新潟アルビレックス・ベースボール・クラブが、非常勤のチーム強化アドバイザー兼総合コーチとして橋上が就任することを発表した。また、野球解説者としても活動する。
2020年12月24日、10年ぶりに新潟の監督に復帰することが発表された。復帰2年目のシーズン中となる2022年5月28日、胆嚢炎の治療を理由に監督を休養することが発表された（投手コーチの野間口貴彦が監督代行に就任）。6月2日、翌3日の練習から監督に復帰すると発表された。新潟がイースタン・リーグに移り、球団名が「オイシックス新潟アルビレックス・ベースボール・クラブ」となった2024年も指揮を執ったが、同年シーズン終了後の10月22日に監督を退任することが発表された。
10月28日、2025年より巨人の作戦戦略コーチに就任することが発表され、11年ぶりに復帰することとなった。背番号は75。開幕前の3月4日にスコアラー兼任となる。

## 詳細情報

### 年度別打撃成績
| 年 度      | 球 団      | 試 合 | 打 席 | 打 数 | 得 点 | 安 打 | 二 塁 打 | 三 塁 打 | 本 塁 打 | 塁 打 | 打 点 | 盗 塁 | 盗 塁 死 | 犠 打 | 犠 飛 | 四 球 | 敬 遠 | 死 球 | 三 振 | 併 殺 打 | 打 率 | 出 塁 率 | 長 打 率 | O P S |
| ---------- | ---------- | ----- | ----- | ----- | ----- | ----- | -------- | -------- | -------- | ----- | ----- | ----- | -------- | ----- | ----- | ----- | ----- | ----- | ----- | -------- | ----- | -------- | -------- | ----- |
| 1988       | ヤクルト   | 35    | 18    | 16    | 9     | 2     | 1        | 0        | 0        | 3     | 0     | 1     | 0        | 1     | 0     | 0     | 0     | 1     | 7     | 0        | .125  | .176     | .188     | .364  |
| 1989       | ヤクルト   | 42    | 54    | 52    | 10    | 18    | 1        | 1        | 1        | 24    | 4     | 4     | 2        | 1     | 0     | 1     | 0     | 0     | 8     | 1        | .346  | .358     | .462     | .820  |
| 1990       | ヤクルト   | 25    | 26    | 22    | 2     | 5     | 0        | 1        | 0        | 7     | 0     | 2     | 3        | 0     | 0     | 4     | 1     | 0     | 7     | 1        | .227  | .346     | .318     | .664  |
| 1991       | ヤクルト   | 59    | 215   | 195   | 29    | 56    | 9        | 2        | 5        | 84    | 17    | 5     | 0        | 2     | 0     | 15    | 0     | 3     | 45    | 4        | .287  | .347     | .431     | .778  |
| 1992       | ヤクルト   | 107   | 205   | 176   | 24    | 40    | 5        | 2        | 6        | 67    | 18    | 5     | 3        | 1     | 1     | 27    | 0     | 0     | 37    | 6        | .227  | .328     | .381     | .709  |
| 1993       | ヤクルト   | 49    | 121   | 105   | 11    | 32    | 5        | 0        | 1        | 40    | 15    | 5     | 0        | 1     | 2     | 13    | 1     | 0     | 17    | 1        | .305  | .375     | .381     | .756  |
| 1994       | ヤクルト   | 7     | 7     | 7     | 0     | 1     | 0        | 0        | 0        | 1     | 1     | 0     | 0        | 0     | 0     | 0     | 0     | 0     | 2     | 0        | .143  | .143     | .143     | .286  |
| 1995       | ヤクルト   | 34    | 67    | 57    | 7     | 17    | 4        | 0        | 2        | 27    | 8     | 1     | 1        | 0     | 0     | 10    | 0     | 0     | 8     | 2        | .298  | .403     | .474     | .877  |
| 1996       | ヤクルト   | 16    | 27    | 24    | 1     | 4     | 1        | 0        | 0        | 5     | 0     | 0     | 0        | 0     | 0     | 3     | 0     | 0     | 7     | 2        | .167  | .259     | .208     | .468  |
| 1997       | 日本ハム   | 40    | 53    | 45    | 1     | 9     | 1        | 0        | 0        | 10    | 8     | 0     | 1        | 0     | 0     | 8     | 0     | 0     | 12    | 0        | .200  | .321     | .222     | .543  |
| 1998       | 日本ハム   | 91    | 94    | 83    | 11    | 25    | 3        | 0        | 1        | 31    | 12    | 5     | 2        | 1     | 1     | 9     | 1     | 0     | 20    | 2        | .301  | .366     | .373     | .739  |
| 1999       | 日本ハム   | 38    | 37    | 28    | 9     | 6     | 2        | 0        | 1        | 11    | 3     | 0     | 1        | 1     | 0     | 8     | 0     | 0     | 7     | 0        | .214  | .389     | .393     | .782  |
| 通算：12年 | 通算：12年 | 543   | 924   | 810   | 114   | 215   | 32       | 6        | 17       | 310   | 86    | 28    | 13       | 8     | 4     | 98    | 3     | 4     | 177   | 19       | .265  | .346     | .383     | .729  |

### 記録
- 初出場：1988年6月25日、対読売ジャイアンツ12回戦（東京ドーム）、8回裏に中堅手として出場
- 初先発出場：1988年7月5日、対横浜大洋ホエールズ13回戦（明治神宮野球場）、「8番・中堅手」として先発出場
- 初安打：1988年7月10日、対中日ドラゴンズ11回戦（ナゴヤ球場）、7回表に米村明から二塁打
- 初打点：1989年10月2日、対横浜大洋ホエールズ23回戦（横浜スタジアム）、2回表に大門和彦から2点適時三塁打
- 初本塁打：1989年10月7日、対中日ドラゴンズ24回戦（ナゴヤ球場）、1回表に米村明から先頭打者本塁打

### 背番号
- 31（1984年 - 1992年）
- 7（1993年 - 1996年）
- 28（1997年 - 1999年）
- 48（2000年）
- 78（2005年 - 2009年、2011年、2015年、2019年）
- 73（2012年 - 2014年、2016年 - 2018年、2020年 - 2024年）
- 75（2025年 - ）

## 関連情報

### 著書
- 『野村の「監督ミーティング」～選手を変える、組織を伸ばす「野村克也の教え」～』（2010年5月28日、日本文芸社）
- 『野村の授業 人生を変える「監督ミーティング」弱小集団を変えた育成術、組織論、人生法則（2010年11月30日、日本文芸社）
- 『そのとき野村が考えていたこと 野村克也の野球論、人材育成・組織術』（2011年2月5日、洋泉社）
- 『野村克也に挑んだ13人のサムライたち』（2011年4月20日、双葉社）
- 『一流になるヤツ、二流で終わるヤツ - しのぎを削る野球界で見た「伸びるヤツ」の条件』（2012年5月1日、日本文芸社）
- 『参謀論: プロ野球最強コーチの「組織と人を動かす」言葉』（2019年3月26日、徳間書店）
- 『常勝チームを作る「最強ミーティング」 プロ野球監督に仕える「参謀」の役割』（2020年5月28日、カンゼン）
- 『阿部慎之助の野球道』（2020年9月29日、徳間書店） - ※阿部慎之助との共著。